# Rendiment dels actius
La ROA (acrònim en anglès de return on assets: retorn de l'actiu) o rendibilitat econòmica de l'empresa és una ràtio financera que mesura el rendiment dels actius, és a dir, el rendiment de les inversions totals de l'empresa. La ROA és el quocient del BAII (beneficis abans d'interessos i impostos) entre l'actiu:
{\displaystyle \mathrm {ROA} ={\frac {\mbox{BAII}}{\mbox{Actiu}}}}

## Interpretació
Se sol interpretar aquesta ràtio com el rendiment obtingut per l'empresa per cada unitat monetària invertida en la seva activitat. Introduint les vendes a l'expressió anterior, permet descompondre la fórmula i fer-ne una interpretació més àmplia.
{\displaystyle {\text{ROA}}={\frac {\text{BAII}}{\text{Actiu}}}\times {\frac {\text{Vendes}}{\text{Vendes}}}} {\displaystyle \Rightarrow } {\displaystyle {\text{ROA}}={\frac {\text{BAII}}{\text{Vendes}}}\times {\frac {\text{Vendes}}{\text{Actiu}}}}
El primer component, {\displaystyle {\frac {\text{BAII}}{\text{Vendes}}}}, s'anomena marge econòmic i indica els beneficis obtinguts per unitat venuda.
El segon component, {\displaystyle {\frac {\text{Vendes}}{\text{Actiu}}}} és la rotació i es pot interpretar com les unitats monetàries de vendes que es poden obtenir per cada unitat monetària invertida.
Així doncs, a partir d'aquesta descomposició es pot determinar on cal influir per millorar la rendibilitat econòmica de l'empresa. Si s'augmenta el numerador o disminueix el denominador s'incrementa el marge econòmic. Es pot aconseguir augmentant els preus de venda mantenint constants els costos unitaris, o bé disminuint els costos unitaris mantenint constant els preus de venda; o bé incrementant la rotació financera que se sol variar augmentant les vendes amb la mateixa estructura econòmica (actiu), o bé mantenint el nivell de vendes amb menys actiu (reduint existències, saldos a clients...)

## Exemple
- L'empresa A té unes vendes de 8.500 €, benefici abans d'interessos i impostos de 2.000 €, i actiu 30.000 €

Fent els càlculs anteriors obtenim que el marge d'aquesta empresa és de 0,235, això ens indica que per cada 100 € de vendes que genera l'empresa A obté 23,5 € de benefici (BAII). La rotació és de 0,28, indica que per cada 100 € invertits a l'actiu generen 28 € de vendes. Finalment la rendibilitat econòmica de 0,067 indica que de cada 100 € invertits s'obtenen 6.67 € de rendiment (BAII).